# Cristina Torrens Valero
Cristina Torrens Valero (Pamplona, 12 settembre 1974) è un'ex tennista spagnola.

## Biografia
Nell'aprile 1999 vinse il suo primo titolo del circuito maggiore nel torneo di doppio all'Estoril Open assieme ad Alicia Ortuño, con il successo in finale su Anna Földényi / Rita Kuti-Kis. Subito dopo raggiunse la sua prima finale in singolare nel circuito maggiore a Budapest dove fu sconfitta da Sarah Pitkowski. Il mese successivo vinse il primo titolo al torneo di Varsavia sconfiggendo in finale Inés Gorrochategui per 7–5, 7–6(3).
Nel 2000 conquistò il titolo di doppio a Budapest in coppia con Ljubomira Bačeva sconfiggendo in finale Jelena Kostanić e Sandra Načuk con il punteggio di 6-0, 6-2. Nel luglio 2001 si arrese in finale alla connazionale Anabel Medina Garrigues agli Internazionali Femminili di Palermo e a fine mese vinse il suo unico torneo Tier III in carriera a Sopot sconfiggendo in finale Gala León García per 6–2, 6–2. Quello stesso anno giunse per la seconda volta al terzo turno del Roland Garros e fu sconfitta da Rita Grande.
Il 4 marzo 2002 raggiunse la 27ª posizione del ranking di singolare. Si ritirò nel 2004 per un infortunio al gomito.

## Statistiche

### Singolare

#### Vittorie (2)
| Legenda                   |
| ------------------------- |
| Grande Slam (0)           |
| WTA Tour Championship (0) |
| Tier I (0)                |
| Tier II (0)               |
| Tier III (1)              |
| Tier IV e V (1)           |

| N. | Data           | Torneo                | Superficie  | Avversaria in finale | Punteggio |
| 1. | 9 maggio 1999  | Warsaw Open, Varsavia | Terra rossa | Inés Gorrochategui   | 7–5, 7–6  |
| 2. | 29 luglio 2001 | Sopot Open, Sopot     | Terra rossa | Gala León García     | 6–2, 6–2  |

#### Finali perse (3)
| Legenda                   |
| ------------------------- |
| Grande Slam (0)           |
| WTA Tour Championship (0) |
| Tier I (0)                |
| Tier II (0)               |
| Tier III (0)              |
| Tier IV e V (3)           |

| N. | Data           | Torneo                             | Superficie  | Avversaria in finale    | Punteggio     |
| 1. | 19 aprile 1999 | Budapest Grand Prix, Budapest      | Terra rossa | Sarah Pitkowski         | 2–6, 2–6      |
| 2. | 21 maggio 2000 | Belgian Open, Anversa              | Terra rossa | Amanda Coetzer          | 6–4, 2–6, 3–6 |
| 3. | 15 luglio 2001 | Internazionali di Palermo, Palermo | Terra rossa | Anabel Medina Garrigues | 4–6, 4–6      |

## Risultati in progressione
| Sigla | Risultato               |
| ----- | ----------------------- |
| V     | Vincitore               |
| F     | Finalista               |
| SF    | Semifinalista           |
| O     | Oro olimpico            |
| A     | Argento olimpico        |
| SF    | Bronzo olimpico         |
| QF    | Quarti di Finale        |
| 4T    | Quarto turno            |
| 3T    | Terzo turno             |
| 2T    | Secondo turno           |
| 1T    | Primo turno             |
| RR    | Round Robin             |
| LQ    | Turno di qualificazione |
| A     | Assente                 |
| ND    | Non disputato           |

| Legenda superfici    |
| -------------------- |
| Cemento              |
| Terra battuta        |
| Erba                 |
| Superficie variabile |

### Singolare nei tornei del Grande Slam
| Torneo          | 1996 | 1997 | 1998 | 1999 | 2000 | 2001 | 2002 | 2003 | 2004 |
| --------------- | ---- | ---- | ---- | ---- | ---- | ---- | ---- | ---- | ---- |
| Australian Open | A    | 1T   | 2T   | 1T   | 1T   | 1T   | 1T   | 2T   | 1T   |
| Open di Francia | A    | 1T   | 1T   | 3T   | 1T   | 3T   | 2T   | 1T   | A    |
| Wimbledon       | A    | 2T   | 1T   | 1T   | 3T   | 2T   | 1T   | 1T   | A    |
| US Open         | 2T   | 1T   | 1T   | 1T   | 1T   | 1T   | 2T   | 1T   | A    |

### Doppio nei tornei del Grande Slam
| Torneo          | 1996 | 1997 | 1998 | 1999 | 2000 | 2001 | 2002 | 2003 | 2004 |
| --------------- | ---- | ---- | ---- | ---- | ---- | ---- | ---- | ---- | ---- |
| Australian Open | A    | A    | A    | A    | 1T   | 1T   | 1T   | A    | A    |
| Open di Francia | A    | A    | A    | 3T   | 1T   | 1T   | A    | A    | A    |
| Wimbledon       | A    | A    | A    | 2T   | A    | 1T   | A    | A    | A    |
| US Open         | A    | A    | A    | 1T   | 2T   | 1T   | A    | A    | A    |

### Doppio misto nei tornei del Grande Slam
Nessuna partecipazione